# Tour dos Fiordos
O Tour dos Fiordos (oficialmente: Tour des Fjords) conhecido anteriormente como Rogaland G. P. é uma competição de ciclismo profissional por etapas que se disputa na Noruega.
Criada em 2008 com o nome de Rogaland G.P., era uma prova de um dia disputada no mês de maio e tinha saída e chegada em Stavanger. Em 2013 tomo o seu nome atual e passou a ser uma corrida de 3 etapas, disputando-se em agosto.
Faz parte do UCI Europe Tour desde a sua primeira edição, em princípio na categoria 1.2 (última categoria do profissionalismo). Em 2012 ascendeu a 1.1 e em 2013, como alterou para ser corrida por etapas, modificou a sua categoria à 2.1. No ano 2018 ascendeu à categoria 2.hc.

## Palmarés
Rogaland G. P.
| Ano  | Vencedor         | Segundo            | Terceiro          |
| ---- | ---------------- | ------------------ | ----------------- |
| 2008 | Michael Tronborg | Alexander Kristoff | Alex Rasmussen    |
| 2009 | Håvard Nybø      | Rikke Dijkxhoorn   | Svein Erik Vold   |
| 2010 | Vitaliy Popkov   | Nikola Aistrup     | Michael Hepburn   |
| 2011 | Frederik Wilmann | Magnus Børresen    | Daniel Foder Holm |
| 2012 | Antonio Piedra   | Simon Clarke       | Sep Vanmarcke     |

Tour dos Fiordos
| Ano  | Vencedor             | Segundo              | Terceiro           |
| ---- | -------------------- | -------------------- | ------------------ |
| 2013 | Serguei Chernetski   | Lars Petter Nordhaug | Zico Waeytens      |
| 2014 | Alexander Kristoff   | Magnus Cort          | Jérôme Baugnies    |
| 2015 | Marco Haller         | Søren Kragh Andersen | Michael Olsson     |
| 2016 | Alexander Kristoff   | Michael Schär        | Nick van der Lijke |
| 2017 | Edvald Boasson Hagen | Dries Van Gestel     | Timo Roosen        |
| 2018 | Michael Albasini     | Bjorg Lambrecht      | Pim Ligthart       |

## Palmarés por países
| País      | Vitórias |
| --------- | -------- |
| Noruega   | 5        |
| Dinamarca | 1        |
| Ucrânia   | 1        |
| Espanha   | 1        |
| Rússia    | 1        |
| Áustria   | 1        |
| Suíça     | 1        |